# خاوی فلورس
خاوی فلورس (انگلیسی: Javi Flores؛ زادهٔ ۹ فوریهٔ ۱۹۸۶) بازیکن فوتبال اهل اسپانیا است.
از باشگاه‌هایی که در آن بازی کرده‌است می‌توان به باشگاه فوتبال کوردوبا، باشگاه فوتبال الچه، باشگاه فوتبال هرکولس، و باشگاه فوتبال رئال مورسیا اشاره کرد.